# Шаймпфлюг, Теодор
Теодор Шаймпфлюг (нем. Theodore Scheimpflug, 7 октября 1865 — 22 августа 1911) — капитан австрийской армии, известный благодаря выведенному им правилу или принципу Шаймпфлюга.

## Биография
Теодор Шаймпфлюг родился в Вене в семье директора банка. В Вене учился в академической гимназии. Окончил Военно-морскую академию в Фиуме. В 1883 году поступил морским кадетом (нем. Seekadett) на службу в Военно-морской флот. Участвовал в дальних походах. В 1888 году был повышен до звания фендрика линейного корабля (нем. Linienschiffsfähnrich). В этом звании работал в Гидрографическом ведомстве и Военно-морской обсерватории в Пуле.
В 1896 году Шаймпфлюг получил академический отпуск для обучения в Технической высшей школе в Вене по направлениям машиностроение и фотограмметрия. Служа в Военно-географическом институте, в 1897 году начал проводить фототопографические работы.
В 1901 году Шаймпфлюг получил наследство и уволился с военной службы. Отставка позволила ему заниматься делом его жизни — созданием географических карт с помощью аэрофотосъемки. Результаты его работ не вызывали никакого интереса со стороны военного начальства. Идеи Шаймпфлюга получили распространение только в годы Первой мировой войны, уже после его смерти. Похоронен в семейном склепе в Хинтербрюле.

## Сочинения
- Die Verwendung des Skioptikons zur Herstellung von Karten und Plänen aus Photographien. In: Photographische Correspondenz. Organ der Photographischen Gesellschaft in Wien, Jahrgang 1898, Nr. 450 (XXXV. Jahrgang), S. 114–121. (Online bei ANNO). (Auch Sonderabdruck: Wien, Gerold 1898, OBV). (Erratum: Nr. 451, S. 221).

- Teil II/II. In: —, Jahrgang 1898, Nr. 452 (XXXV. Jahrgang), S. 235 ff. (Online bei ANNO).

- Über österreichische Versuche, Drachenphotogramme kartographisch zu verwerten, und deren bisherige Resultate. In: Photographische Korrespondenz. Organ der Photographischen Gesellschaft in Wien, Jahrgang 1903, Nr. 518 (XL. Jahrgang), S. 659–670. (Online bei ANNO). (Auch Sonderabdruck: Wien, Gerold s.a., OBV).
- Der Photoperspektograph und seine Anwendung. In: Photographische Korrespondenz. Organ der k.k. Photographischen Gesellschaft in Wien, Jahrgang 1906, Nr. 554 (XLIII. Jahrgang), S. 516–531. (Online bei ANNO). (Auch Sonderabdruck: Wien, Jasper 1906, OBV).
- Die Herstellung von Karten und Plänen auf photographischem Wege. In: Sitzungsbericht der kaiserlichen Akademie der Wissenschaften. Mathematisch-naturwissenschaftliche Klasse. Band CXVI. II. Heft, Abteilung II a. Hölder (Kommission), Wien 1907, S. 235–266.